# Austrocuma platyceps
Austrocuma platyceps är en kräftdjursart som beskrevs av Francis Day 1978. Austrocuma platyceps ingår i släktet Austrocuma och familjen Bodotriidae. Inga underarter finns listade i Catalogue of Life.